# Bethamcheria
Bethamcheria là một thị trấn thống kê (census town) của quận Kurnool thuộc bang Andhra Pradesh, Ấn Độ.

## Nhân khẩu
Theo điều tra dân số năm 2001 của Ấn Độ, Bethamcheria có dân số 30.977 người. Phái nam chiếm 51% tổng số dân và phái nữ chiếm 49%. Bethamcheria có tỷ lệ 52% biết đọc biết viết, thấp hơn tỷ lệ trung bình toàn quốc là 59,5%: tỷ lệ cho phái nam là 62%, và tỷ lệ cho phái nữ là 41%. Tại Bethamcheria, 15% dân số nhỏ hơn 6 tuổi.